# Gymnoloma atomaria
Gymnoloma atomaria är en skalbaggsart som beskrevs av Fabricius 1781. Gymnoloma atomaria ingår i släktet Gymnoloma och familjen Melolonthidae. Inga underarter finns listade i Catalogue of Life.